# Diòscor de Tral·les
Diòscor (en llatí Dioscorus, en grec antic Διόσκορος) va ser un metge grec, probablement nascut a Tral·les (Tralles) a Lídia que va viure al segle vi.
Era fill d'Esteve que també era metge i germà d'Alexandre de Tral·les o Alexander Trallianus, també metge, i de l'arquitecte i matemàtic Antemi. Agàties diu que altres dos germans, Metrodorus i Olympius, també eren destacats en les seves professions.